# Harald Blåtand
Harald Blåtand eller Harald Gormsson, död omkring 985, var kung av Danmark från 958/964 och av Norge från 970. Han var son till Gorm den gamle och Tyra Danebot. Som kung införde han kristendomen i Danmark. 
Han har fått ge namn åt 2000-talets trådlösa kommunikationsstandard Bluetooth, på svenska Blåtand, vars logotyp är en stiliserad kombination av runorna H och B, hans initialer. Skånetrafiken har gett ett pågatåg namnet Harald Blåtand.

## Fadern Gorm
Om Haralds fader Gorm, eller Vurm, berättade kung Sven Estridsson (Haralds barnbarns barn) för Adam av Bremen att han var den "som jag vill kalla en gruvlig orm och som var i hög grad fientligt inställd till alla kristna. Han planerade att fullständigt utrota kristendomen i Danmark, fördrev Guds präster från sitt område och lät också döda många under tortyr".
Till skillnad från sin far tycks Harald ha varit välvilligt inställd till de kristna. År 948, under den tyske kejsar Otto I:s period 936–973, vigde ärkebiskop Adaldag av Hamburg/Bremen tre biskopar för Danmark. Detta år måste rimligtvis Harald ha regerat, något annat är otänkbart då fadern varit hatisk mot de kristna. I Slesvig insattes biskop Hored, i Ribe Liafdag och i Århus Reginbrand. Att Harald Blåtand skulle ha regerat redan på 940-talet stöds av de uppgifter, som hans senare släkting Sven Estridsson lämnat. Vid sin död var Harald "ålderstigen och kroppsligen svag" och när han dog hade han regerat i femtio år. Ett så exakt år kan vara fel, något man bara säger för att framhäva en lång tidsperiod. Regeringstiden kan lika gärna ha varit fyrtio eller fyrtiofem år, men knappast trettio. Harald bör ha dött cirka 985, varför hans regeringstid påbörjats omkring år 940.
Ett problem, som rör maktrelationerna mellan fadern och sonen, är den stora gravhög som finns i Jellinge. Denna uppkastades 958-959. Eventuellt, men ej säkert, bör Harald här ha gravlagt sin fader Gorm. Denna tidpunkt för maktövertagandet är dock på tok för sent, att döma av det skrivna källmaterialet. Så måste rimligtvis Harald varit kung år 954, då den förvisade norske kungen Erik Blodyx dog i England, och hans hustru Gunhild med sina söner kom till Harald Blåtand i Danmark. Harald tog emot flyktingarna och knäsatte till och med Eriks och systern Gunhilds barn Harald Gråfäll. Enligt Historia Norwegiæ var Gunnhild dotter till Gorm, vilket skulle göra Harald och Gunnhild till syskon, åtminstone halvsyskon. Troligt är att Harald och Gorm varit samregenter, något som inte var ovanligt att döma av samtida källor, som omtalar tidigare danska kungar.

## Giftermål och barn
Harald Blåtand var gift med Tove, dotter till den vendiske fursten Mistivoj. En runsten DR 55 som Tove lät resa till minne av sin mor är den mest samtida källa som finns om henne. Runstenen kommer från Sønder Vissing, ca 40 km nordöst om Jellinge i Danmark, och texten lyder: ”Tofa, Mistivojs dotter, Harald den godes, Gorms sons hustru, lät göra detta minnesmärke efter sin moder." Det är dock inte fastslaget huruvida Tove är mor till något eller några av Haralds kända barn.
Det berättas också att kungen ska ha haft andra hustrur än Tove. Adam nämner till exempel Gunhild, och Saxo berättar i slutet av 1100-talet att kungen varit gift med Gyrid, en syster till Styrbjörn från Sveariket.

### Barn
- Sven Tveskägg, senare dansk kung.
- Håkon, som härskade i Samland.
- Tyra, som först blev gift med den svenske kungasonen Styrbjörn och sedan med den norske kungen Olav Tryggvason.
- Gunhild, som blev gift i England.

Sonen Iring (eller Hiring) omtalas också av Adam av Bremen som berättar att Harald sände honom till England med en här. Iring ska ha blivit mördad i England.

## Kristnandet
Runstenstexten som Tove gjorde ger en pusselbit till den politiska situationen i Danmark vid mitten av 900-talet. Giftermål handlade nämligen om politik. Flera av de nordiska kungarna vid denna tid hämtade sina gemåler från just venderrikena vid södra Östersjökusten. Detta var slavernas olika stamområden. Nordvästslaverna, eller polabianslaverna, var uppdelade i flera olika stammar. Från Kiel fram till Warnowfloden, som mynnar vid Rostock, låg obodriternas land. Området sträckte sig söderut ner utmed Elbe. Viktiga centralplatser var Alt-Lübeck, Oldenburg, Plön, Scharstorf och Ratzeburg. Från floden Warnow åt sydost till floden Mildenitz härskade Warnavi som var i nära relation till obodriterna, så också Linones utmed gränsfloden Elbe samt stammen Drewani i området vid Hannover. Öster om obodriterna fanns liutizierna som med sina fyra stammar härskade över området från Warnow österut till floden Oder. På ön Rügen var ranernas hemland. Öster om Oder låg det som senare skulle bli Polen.
Under 960-talet skedde en påtagligt aktiv kristningsprocess i slavernas område. Haralds svärfar Mistivoj hade år 967 säkrat den obodritiska överhögheten över stammen wagierna i öster. Året efter grundades biskopsstiftet i Oldenburg. Mistivoj anslöt sig själv till den kristna tron vilken han verkar ha hållit fast vid under resten av sitt liv. Han slutade sina dagar i klostret Bardowiek och han hade nära kontakter med biskoparna i Oldenburg av vilka den förste var Egward. För Adam berättade Sven Estridsson att under denna tid rådde oavbruten fred mellan obodriterna och Otto I och att slaverna var skattskyldiga till tyske kejsaren.

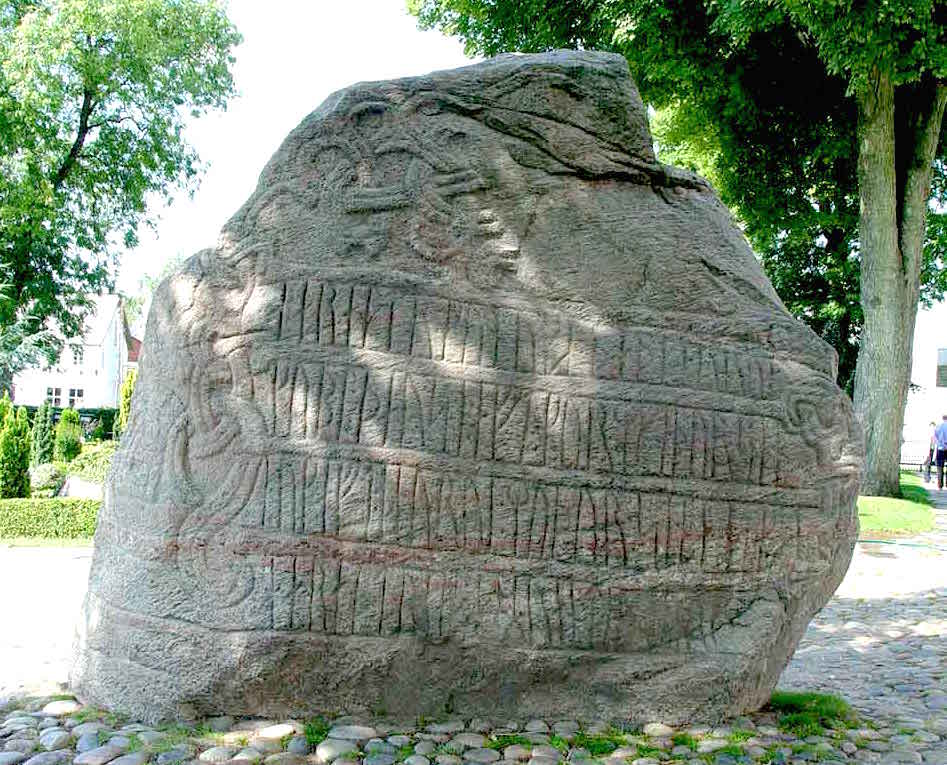
Stora Jellingestenen.

Haralds giftermål med Tofa måste ha skett under just 960-talet, närmare januari 963. År 974 omtalas deras son Sven som ett litet barn. Rimligtvis har Harald redan vid äktenskapet varit kristen med tanke på både hans svärfars trosinställning och dennes furstemakt. Kanske är det i samband med äktenskapet som Harald låter döpa sig. Vintern 958-959 uppfördes den enorma nordhögen i Jellinge för att i dess trägravkammare troligtvis begrava Haralds mor eller far. Detta hedniska begravningssätt hade givetvis inte ägt rum om kungen vid den tiden varit döpt. Några år senare, strax efter året 963, lät han kasta upp den södra storhögen i Jellinge. Detta arbete innebar en förhöjning av en redan existerande hög. Dessa årtal är viktiga eftersom de kunde ange en bakre tidsgräns för Haralds dop. Den stora runstenen och kyrkan, vilka båda står mellan de två gravhögarna i Jellinge, representerar däremot kung Harald som kristen. Runstenens berömda text lyder: ”Harald konung lät göra dessa kummel efter Gorm, fader sin, och efter Tyra, moder sin. Den Harald som vann Danmark alla och Norge och gjorde danerna kristna.”

## Politik
Harald Blåtand ingick en allians med obodriternas furste under slutet av 960-talet. Syftet kan knappast ha varit att bekämpa den tyske kejsaren Otto I. Både furst Mistivoj och Harald var troliga skattekungar under denne. Snarare har samarbetet haft till syfte att försöka säkra Haralds expansionsplaner i Norden och kanske i England. Under 960-talet verkar nämligen kampen om Norge ha blivit aktuell. Adam skriver själv att Harald: ”utvidgade sitt maktområde på andra sidan havet till nordmännen och anglerna. I Norge regerade Hakon, och när nordmännen hade avsatt honom med anledning av hans övermodiga uppträdande, återinsatte Harald honom i kraft av sin auktoritet och gjorde honom försonligt inställd till de kristna.”
I Norge hade tidigare Erik Blodyx härskat. Han tvingades i landsflykt med sin hustru Gunhild och sina många söner. Efter det att Erik stupat i England kom resten av familjen till Harald Blåtand och blev där väl mottagna. Vissa senare källor anger Gorm som Gunhilds far, vilket skulle göra Harald och Gunhild till syskon. En av sönerna, Harald Gråfäll, ska ha blivit knäsatt av kung Harald som tog honom till sin fosterson. Omkring år 960 tog Eriksönerna makten i Norge. Hakon jarl satt vid denna tid som härskare i Trondheim men han fördrevs snart av Eriksönerna. Hakon blev trots detta väl mottagen av Harald i Danmark som troligtvis sett sina intressen i speciellt Vikenområdet, det vill säga runt Oslofjorden, hotade av de alltmer mäktiga Eriksönerna. Genom list mördades Harald Gråfäll. Snorre Sturlasson berättar att kung Harald sedan samlade sexhundra skepp och seglade till Norge med ladejarlen Håkon Sigurdsson. Håkon fick landet, Eriksönerna flydde till Orkneyöarna och Harald seglade sedan hem. Detta ska ha skett omkring år 970. 
Samtidigt med kampen mot norrmännen engagerade sig Harald nere i Jyllands gränstrakter i en planerad kamp mot den tyske kejsaren. När Otto I dog år 973 passade danskarna på att göra uppror mot den tyska överhögheten i området. Adam berättar att de vid Hedeby mördat Ottos sändebud och markgreven i staden tillsammans med den där bofasta sachsiska kolonin. Thietmar av Merseburg skrev i början av 1000-talet att Otto II år 974 ”ilade till Slesvig (Hedeby) för att angripa det danska upproret. Där erkände han att hans motståndare var kommen honom väpnat före genom att ha besatt den till försvaret av deras land förberedda vallen och dess port, kallad Wieglesdor.” Kung Harald hade satt Hakon jarl med nordmännen till att försvara vallen. Otto II angrep och striden blev häftig. Kampen beskrivs ingående och med troligtvis mycket fantasi av Snorre i Olav Tryggvasons saga. Till slut stod Otto som segrare. 
”I denna kamp”, berättar Adam om kriget år 974, ”kämpade båda parter tappert, men sachsarna vann segern och danskarna drog sig tillbaka till sina skepp.” Fred slöts mellan Otto II och kung Harald. Enligt Snorre passerade Hakon jarl på hemväg till Norge genom Öresund och brände och härjade på båda sidor av sundet. Om uppgiften är sann tyder detta på att Själland och Skåne detta år ännu inte varit en del av kung Haralds rike. Detta passar väl med dendrodateringen av den stora borgen ”Trelleborg” på Själland som visar en byggtid under slutet av 970-talet. Själland och Skåne kan alltså ha kommit under Haralds styre vid denna tid.
Runt 980 försökte Haralds son Sven Tveskägg ta över makten. Adam skriver: ”Plötsligt igångsattes alltså ett uppror, danerna avsvor sig kristendomen, upphöjde Sven till kung och förklarade Harald krig. … I detta eländiga krig blev Harald och hans anhängare besegrade. Kungen själv sårades och flydde ur striden, gick ombord på ett skepp och lyckades undkomma till det samhälle i slavernas land som kallas Jumne.” Kung Harald dog där 986  av sina sår och fördes, enligt Adam, av sina soldater tillbaka till Danmark där han begravdes i den kyrka i Roskilde som han låtit uppföra till den heliga treenighetens ära.

## Eftermälet
Kung Harald har blivit något av en historisk kändis i det danska folkdjupet. Den regerande danska kungaätten för sina rötter tillbaka till denne regent, och runstenens ord om att det var Harald som enade Danmark har också gjort honom till en riksdanare. Flera legender finns om denne kung. Det märkliga namnet Blåtand har således i modern tid tolkats som att kungen skulle ha haft svarta tänder och skulle då härstamma från det fornnordiska "Blátönn" som egentligen betydde "Svarttand". På detta tema med kungens tänder byggde till exempel den svenske författaren Frans G. Bengtsson upp en episod i sin roman ”Röde Orm” där det berättas om kungens väldiga tandvärk. Modern forskning vill dock se ett alternativ till smeknamnet. Blåtand skulle kunna ha varit namnet på kungens svärd, ett välsmitt vapen med blånad klinga. Just ordet ”tand” förekommer nämligen bland flera namngivna svärd från vikingatiden. Att Harald Blåtand fortfarande attraherar visar den standard för trådlös kommunikation, Bluetooth, som är uppkallad efter honom. Logotypen är således en stiliserad kombination av runorna H och B.

## Källäget

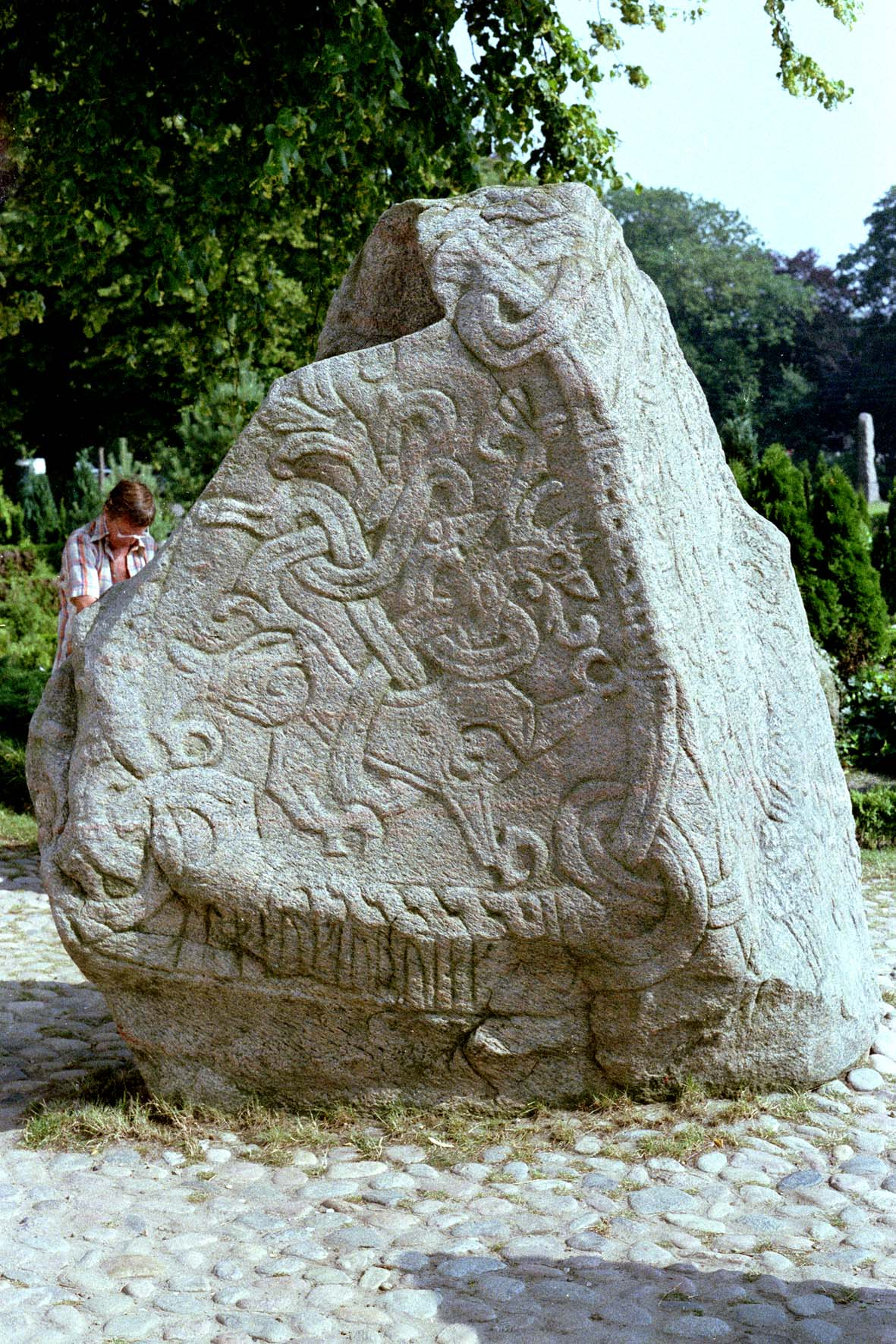
Det stora djuret på Jellingestenen.

När det gäller Harald Blåtand är det skrivna källor och arkeologiskt fynd daterade med så kallad dendrokronologi som bildar faktamaterial. Av de skrivna källorna är merparten senare nedteckningar. Som sådana kan nämnas de isländska sagorna från kanske 1100-talet där främst kungens relation med de olika norska kungarna och kungsämnena omtalas. Jomsvikingarnas saga berättar utförligt om kung Harald och hövdingen Palnetoke. Palnetoke beskrivs i sagan, som nedtecknats först i slutet av 1200-talet, som den som dödade kungen. En annan skriven källa är Adam av Bremens  bok "Historien om Hamburgstiftet och dess biskopar" från cirka 1070. Hans sagesman ska ha varit Haralds barnbarns barn Sven Estridsson, kung över Danmark. Men hur korrekt Adam av Bremen återgivit det som Haralds barnbarns barn berättat om sin ana nästa hundra år efter dennes död är oklart.
En annan viktig skriven källa för förståelsen av Harald Blåtand och hans tid är runstenarna. Endast ett fåtal av dessa berättar om kungen och hans släkt men merparten av de danska runstenarna är däremot resta av stormän som stått just Harald nära. Flera bär bilden av ”det stora djuret”, ett motiv som förekommer på Haralds egen stora runsten vid Jellinge kyrka i Jylland.
Genom dendrokronologin, det vill säga årsringsdateringar av träfynd, har man kunnat knyta viktiga arkeologiska fynd till Harald Blåtands tid. De exakta dateringarna av gravarna i de stora gravhögarna i Jellinge och gravkistan från praktgraven Mammen i Jylland är viktiga pusselbitar när Harald Blåtands historia ska skrivas. Genom dendrodatering har också den sista byggfasen av de så kallade ”trelleborgarna”, cirkelrunda borgar med geometriskt ordnade karréhus, kunnat dateras till slutet av 970-talet. Härigenom har man också närmare kunnat fastställa Haralds erövring av det Danmark som ligger öster om Jylland samt delar av Skåne och Halland.